# 長崎県道127号竹松停車場線
長崎県道127号竹松停車場線（ながさきけんどう127ごう たけまつていしゃじょうせん）は、長崎県大村市を通る一般県道である。

## 概要
大村市竹松本町から大村市大川田町に至る。国道34号には竹松駅入口交差点があり、ここから駅へ向けての道もあるが、こちらは県道指定されていない。竹松交差点には竹松郵便局があるので、良い目印となる。

### 路線データ
- 起点：長崎県大村市竹松本町（JR九州大村線 竹松駅前）
- 終点：長崎県大村市大川田町（大川田町交差点、国道34号交点）
- 総延長：815 m

## 地理

### 通過する自治体
- 大村市

### 交差する道路
| 交差する道路              | 交差する場所 | 交差する場所          |
| ------------------------- | ------------ | --------------------- |
| 長崎県道257号大村外環状線 | 大川田町     |                       |
| 国道34号                  | 大川田町     | 大川田町交差点 / 終点 |

### 沿線
- JR九州大村線 竹松駅
- 竹松郵便局
- エレナ竹松店